# Бронзова, Татьяна Васильевна

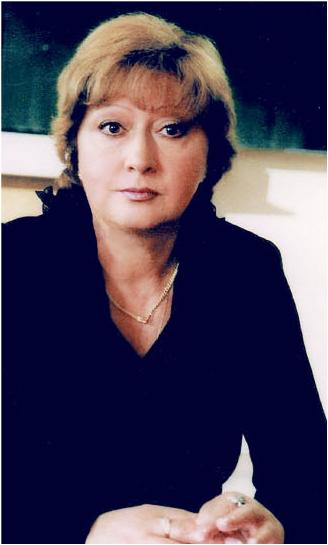
Татьяна Бронзова

Татьяна Васильевна Бро́нзова (род. 15 января 1946, Ленинград) — советская и российская актриса театра и кино, сценарист, писатель, заслуженный работник культуры Российской Федерации (1998).

## Биография
Родилась 15 января 1946 года в Ленинграде. В период 1964 по 1968 обучалась в Ленинградском Кораблестроительном институте, где активно участвовала в постановках самодеятельного театра, подрабатывала на аукционах «Союзпушнины» и являлась «лицом» этого советского треста. С 1965 по 1968 год работала в аппарате Ленинградского Комитета ВЛКСМ. В 1968 году поступила в Школу-студию МХАТ, после окончания которой в 1972 году была принята в труппу МХАТ. После раздела МХАТа в 1987 году на два коллектива — в МХАТе им. Чехова. В 1990 году по решению Олега Ефремова была назначена заведующей труппой. На этой должности работала до 2001 года. После чего занялась сценарной и писательской деятельностью.
Супруг — народный артист России Борис Васильевич Щербаков. Сын — Василий (р.1977), окончил МГУ, юрист, в 2006 году окончил режиссёрский факультет ВГИКа.

## Фильмография (актриса)
- 1973 —Много шума из ничего
- 1975 — День за днём
- 1981 — Уходя, оглянись
- 1981 — Три сестры
- 1983 — Принц и нищий
- 1998 — Чехов и Ко
- 2001 — Нина
- 2004 — На углу, у Патриарших-4
- 2004 — Союз без секса
- 2006 — Сыщики
- 2007 — Спецгруппа

## Фильмография (сценарист)
- 2006 — Сыщики (телесериал)
- 2008 — История любви, или Новогодний розыгрыш

## Государственные награды и почётные звания
Заслуженный работник культуры Российской Федерации (1998)